# Adamo Ruggiero
Adamo Ruggiero, nome d'arte di Adamo Angelo Ruggiero (Mississauga, 9 giugno 1986), è un attore canadese.

## Biografia
Adamo Ruggiero è nato a Mississauga, nell'Ontario. Il padre di Ruggiero, Tony, è nato in Italia, a Coreno Ausonio (FR); sua madre si chiama Amalia, suo fratello Adriano.
Ruggiero ha frequentato l'elementary school di Saint Dunstan e la secondary school di Cawthra Park; alla York University, Toronto, ha ricevuto l'Honors Double Major: Communication Studies & Film Theory.
Ha calcato le scene canadesi e statunitensi sin da quando aveva 7-8 anni. Ha recitato in Rudolph the Red-Nosed Reindeer, Bye-Bye Birdie, ma il suo ruolo più importante è quello di Marco Del Rossi nella soap opera canadese Degrassi: The Next Generation. Il suo personaggio Marco è un adolescente gay che lotta per i problemi legati alla sua sessualità. Nel 2002, Adamo Ruggiero entra a far parte in questa serie, molto popolare in Canada, dopo aver sostenuto un provino per un ruolo di Craig Manning. Nel 2009 recita nel film Make the Yuletide Gay.

## Premi e nomination
| Anno | Premio                | Categoria | Lavoro                                     | Risultato   |
| ---- | --------------------- | --- | ------------------------------------------ | ----------- |
| 2003 | Young Artist Award    | Miglior insieme di giovani in una serie televisiva (insieme a Sarah Barrable-Tishauer, Daniel Clark, Lauren Collins, Ryan Cooley, Jake Epstein, Stacey Farber, Jake Goldsbie, Aubrey Graham, Shane Kippel, Andrea Lewis, Miriam McDonald, Melissa McIntyre, Christina Schmidt e Cassie Steele) | Degrassi: The Next Generation              | Candidato/a |
| 2005 | Young Artist Award    | Miglior performance in una serie televisiva - Giovane attore protagonista | Degrassi: The Next Generation              | Candidato/a |
| 2005 | Young Artist Award    | Eccezionali giovani attori in una serie televisiva (insieme a Ryan Cooley, Jake Epstein, Stacey Farber, Aubrey Graham, Miriam McDonald, Christina Schmidt, Alex Steele, Cassie Steele e Sarah Barrable-Tishauer) | Degrassi: The Next Generation              | Candidato/a |
| 2006 | Young Artist Award    | Miglior insieme di giovani attori in una serie televisiva (insieme a Dalmar Abuzeid, Sarah Barrable-Tishauer, John Bregar, Deanna Casaluce, Daniel Clark, Lauren Collins, Ryan Cooley, Marc Donato, Jake Epstein, Stacey Farber, Aubrey Graham, Jake Goldsbie, Shenae Grimes, Jamie Johnston, Shane Kippel, Andrea Lewis, Mike Lobel, Miriam McDonald, Melissa McIntyre, Daniel Morrison e Cassie Steele) | Degrassi: The Next Generation              | Candidato/a |
| 2013 | Canadian Screen Award | Miglior ospite in una serie televisiva prescolare o in un giovane programma per bambini | The Next Star, nell'episodio "Auditions 1" | Candidato/a |

## Filmografia
- Degrassi: Minis (2005-2007) Serie TV
- Make the Yuletide Gay (2009)
- Degrassi Goes Hollywood (2009) Film TV
- Degrassi: The Next Generation (Degrassi: The Next Generation) (2002-2009) Serie TV
- Being Erica (Being Erica), negli episodi "Due torti" (2010) e "La vecchia amica Jenny" (2010)
- The Pool Date (2012) Cortometraggio
- Gaysian (2013) Cortometraggio
- Cara Viola (Dear Viola) (2014) Film TV